# Pultrusione
La pultrusione (dall'inglese pull + extrusion, ovvero "estrusione per trazione") è un processo continuo utilizzato per produrre profilati polimerici rinforzati. Il primo brevetto fu ad opera di W. Brandt Goldsworthy nel 1951.

## Il processo di pultrusione
Le fibre di rinforzo, quali possono essere ad esempio la fibra di vetro e la fibra di carbonio, vengono prelevate dalla cantra e fatte passare attraverso un cosiddetto bagno di impregnazione dove vengono legati alla matrice della resina.
Successivamente le fibre già impregnate della resina vengono sottoposte a trazione, facendole passare attraverso un pettine con funzione di guida e imboccandole in una stazione di preformatura, che è una filiera non riscaldata che conferisce al profilato le dimensioni desiderate, schiacciando e compattando le fibre. 
A questo punto le fibre vengono fatte entrare in uno stampo riscaldato (curing die) avente la forma della sezione del prodotto finale desiderato. L'alta temperatura del die favorisce la polimerizzazione della resina stessa. Questo cambio di temperatura non è però immediato: all'interno del forno sono infatti presenti tre zone a differente temperatura (zona di preriscaldo, zona di gelificazione, zona a elevata temperatura). 
All'uscita dal forno il profilato viene trasportato fino ad una zona di taglio dove viene opportunamente tagliato da lame che lo dimensionano. 
Alla fine della macchina di pultrusione si trova il sistema di trazione, posto abbastanza lontano rispetto al forno di cura, in modo da permettere un raffreddamento ottimale al profilato, per evitare deformazioni in fase di ammorsamento.

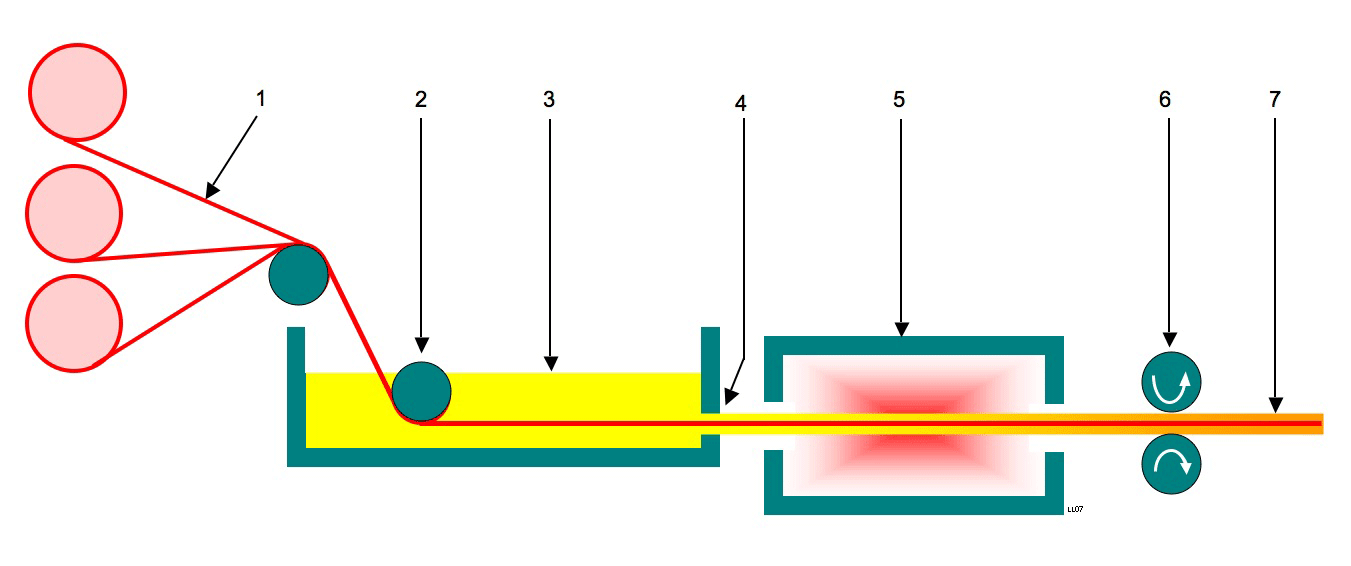
Schema di un processo di pultrusione:
1) Fibre (fase dispersa)
2) Rullo
3) Impregnazione delle fibre con la fase continua (polimero)
4) Uscita dalla vasca di impregnazione
5) Stampo
6) Tiraggio
7) Materiale composito (a matrice polimerica rinforzato con fibre continue).

## Caratteristiche della pultrusione
Il sistema della pultrusione è basato sull'equilibrio tra la velocità di trazione del traino, ed i tempi di polimerizzazione della resina: se la catalisi avviene troppo velocemente, il materiale diventa duro all'interno del die, bloccando il processo di trazione. Al contrario, ovvero se la catalisi è troppo lenta, il materiale uscirà dal die ancora gelificato, e la forza di trazione al quale verrà sottoposto causerà la deformazione del profilo in uscita.
I profilati hanno ottima resistenza a trazione nella direzione delle fibre, mentre nella direzione trasversale le proprietà sono abbastanza basse, visto che dipendono dalla resina. Per aumentare quindi le proprietà meccaniche del profilato è possibile usare dei nastri tessili.
La pultrusione è in grado di trattare matrici polimeriche sia termoindurenti (es. poliestere, resina epossidica, acrilico, vinilestere, ecc.) che termoplastiche (es. PVC, poliuretano, polietilene, ecc.), permettendo inoltre il simultaneo utilizzo di diversi materiali di rinforzo. È inoltre possibile produrre profilati di diversa geometria.